# Tadeusz Szałowski
Tadeusz Szałowski (ur. 5 maja 1885 w Przemyślu, zm. 13 lipca 1944 tamże) – podpułkownik dyplomowany piechoty Wojska Polskiego, starosta powiatowy w Biłgoraju.

## Życiorys
Urodził się 5 maja 1885 w Przemyślu, w rodzinie Zenobiusza Szałowskiego h. Sulima (1844–1913) i Filipiny z Wąsowskich h. Nałęcz (1854–1938). Ukończył korpus kadetów (1904). Był zawodowym oficerem piechoty c. i k. Armii. Na stopień kapitana został mianowany ze starszeństwem z 1 lipca 1915. W czasie I wojny światowej, w 1916, dostał się do niewoli rosyjskiej, z której w 1917 zbiegł.
Od 1918 w Wojsku Polskim, jego oddziałem macierzystym był Pułk Piechoty Nr 58. Od czerwca do grudnia 1919 był słuchaczem I Kursu Wojennej Szkoły Sztabu Generalnego w Warszawie. 15 lipca 1920 został zatwierdzony z dniem 1 kwietnia 1920 w stopniu majora, w piechocie, w grupie oficerów byłej armii austriacko-węgierskiej. Pełnił wówczas służbę w Dowództwie 12 Dywizji Piechoty. Obok stopnia wojskowego przysługiwał mu wówczas tytuł „przydzielony do Sztabu Generalnego”. Od stycznia do października 1921 był szefem sztabu 4 Dywizja Piechoty. 3 maja 1922 został zweryfikowany w stopniu podpułkownika ze starszeństwem z 1 czerwca 1919 i 161. lokatą w korpusie oficerów piechoty. Jego oddziałem macierzystym był 4 Pułk Strzelców Podhalańskich w Cieszynie. 3 listopada 1922 został przydzielony do Wyższej Szkoły Wojennej w Warszawie, w charakterze słuchacza II Kursu doszkolenia. 15 października 1923, po ukończeniu kursu i otrzymaniu dyplomu naukowego oficera Sztabu Generalnego, został przydzielony do Dowództwa Okręgu Korpusu Nr II w Lublinie na stanowisko zastępcy szefa sztabu, pozostając oficerem nadetatowym 5 Pułku Strzelców Podhalańskich w Przemyślu. Następnie pełnił służbę w Oddziale IV Sztabu Generalnego na stanowisku wojskowego komisarza kolejowego. W maju 1927 został zwolniony z zajmowanego stanowiska i przydzielony służbowo do PKU Wilno Miasto na okres czterech miesięcy celem odbycia praktyki poborowej. W sierpniu tego roku został przydzielony do PKU Warszawa Miasto IV na stanowisko komendanta. Z dniem 1 marca 1928 został zwolniony ze stanowiska komendanta PKU i oddany do dyspozycji Ministerstwa Spraw Wewnętrznych. Z dniem 31 sierpnia 1928 został przeniesiony do rezerwy z pozostawieniem w administracji ogólnopaństwowej.

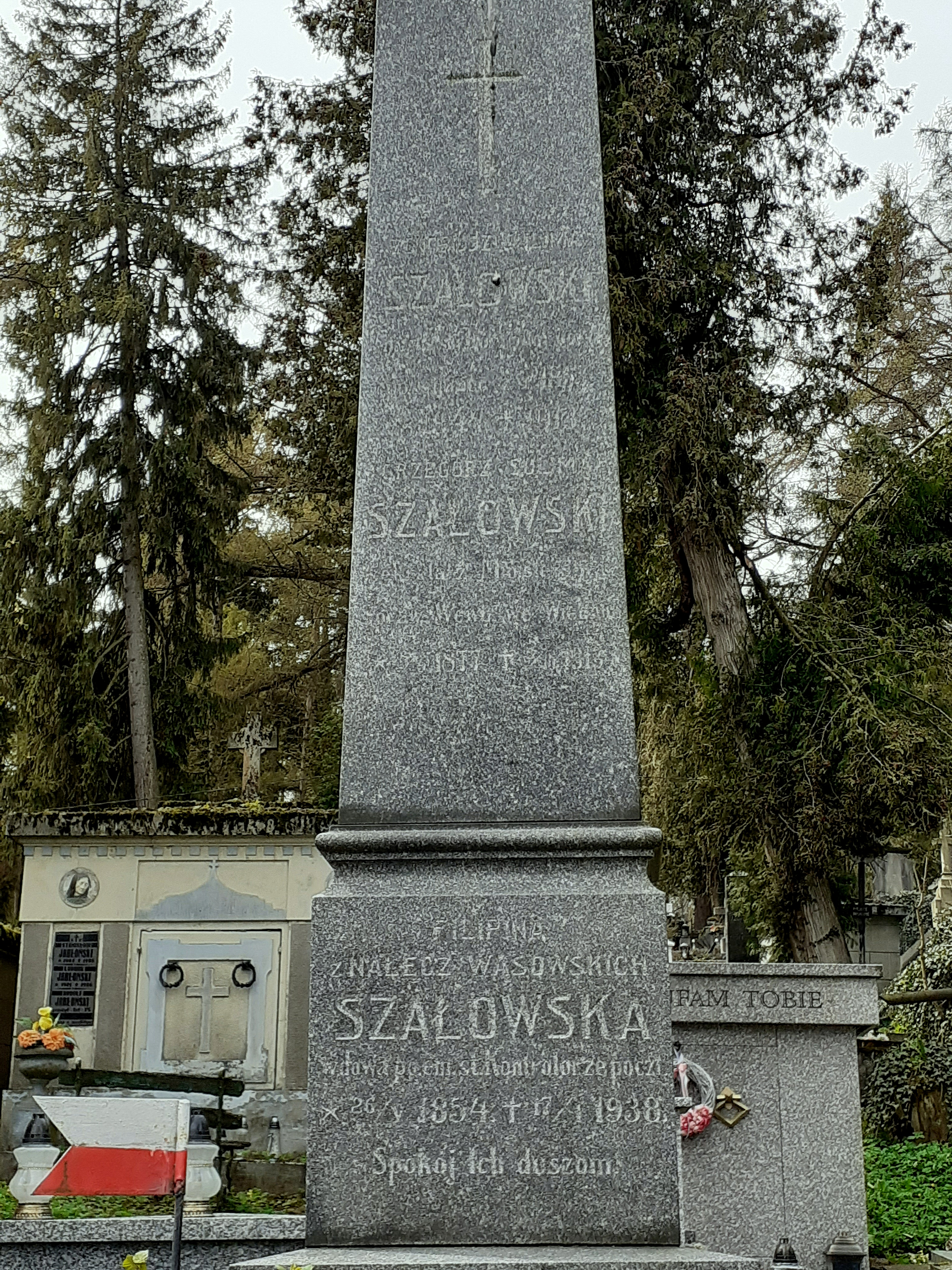
Grobowiec Szałowskich

W latach 1928–1939 był starostą powiatowym w Biłgoraju. Działał w szeregu organizacji społecznych. Był m.in. prezesem L.O.P.P., Związku Strzeleckiego, Związku Kółek Rolniczych, rady powiatowej Związku Straży Pożarnych, Komitetu Zimowej Pomocy Bezrobotnym oraz wiceprezesem PCK. 
W 1934 pozostawał w ewidencji Powiatowej Komendy Uzupełnień Zamość. Posiadał przydział do Oficerskiej Kadry Okręgowej Nr II. Był wówczas „reklamowany na 12 miesięcy”.
Od 1919 był mężem Jadwigi z Łuczkowskich. Zmarł 13 lipca 1944 w Przemyślu. Został pochowany w grobowcu rodzinnym na tamtejszym cmentarzu Głównym (kwatera 16-3-7).

## Ordery i odznaczenia
- Krzyż Walecznych (dwukrotnie)[22]
- Złoty Krzyż Zasługi[2]
- Medal Pamiątkowy za Wojnę 1918–1921[2]
- Medal Dziesięciolecia Odzyskanej Niepodległości[2]
- Srebrny Medal za Długoletnią Służbę[2]
- Brązowy Medal za Długoletnią Służbę[2]
- Krzyż Jubileuszowy Wojskowy (Austro-Węgry)[23]